# Trotskismo no Brasil

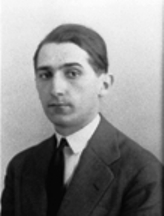
Retrato de Mário Pedrosa em 1920

Entre 1928 e 1968, ocorreu uma sucessão de três organizações distintas de trotskistas no Brasil. Trata-se de organizações distintas, pois os dirigentes e maior parte dos militantes das organizações antecessoras romperam com o trotskismo, o que exigiu duas refundações do movimento. A partir do 1968, começam a surgir diversas cisões nas organizações trotskistas, e estas novamente passam por diversas cisões. Em 2017, foram identificadas 30 organizações que reivindicavam o legado de Leon Trotsky atuando no Brasil.

## Origens
Ao longo de 1927 a 1929, surgiram inúmeras polêmicas que evidenciaram divergências no interior do Partido Comunista do Brasil. As polêmicas fundamentavam-se na tática de alianças, questionamentos sobre o regime interno e a política sindical do partido. Eram portanto questões nacionais, mas também iluminadas pelos debates internacionais. A figura de Mário Pedrosa está diretamente relacionada com essas divergências e com o surgimento da primeira geração de trotskistas no Brasil. Ainda no país, teve contato com o jornal do Partido Comunista Francês, L'Humanité e a revista Clarté. Ambas publicações traziam questões em torno da Revolução Russa e a burocratização do Partido Comunista da União Soviética e a Internacional Comunista.
Em 1927, Mário Pedrosa foi enviado para a União Soviética, pelo PCB, para fazer um curso na Escola Leninista. No entanto, uma doença o obrigou a interromper a viagem em Berlim, onde teve mais contato com as críticas de Trotsky e iniciou uma intensa correspondência com o amigo Lívio Xavier que se tornou, a partir de então, o elo de ligação com o grupo de jovens intelectuais comunistas que tinham divergências com a direção política do PCB. Em carta enviada no dia 24 de dezembro de 1927, Pedrosa escreve a Lívio suas impressões sobre o XV Congresso do PCUS que consolidou a vitória da fração stalinista sobre a Oposição Unificada:
| “                        | Desanimei duma vez de ir, hoje mesmo te escrevo. O Congresso bolchevique do PR - expulsou Trotski e a oposição do partido! | ” |
| — 24 de dezembro de 1927 | |   |

Neste momento, Pedrosa não tinha se afastado do PCB, mantendo relações com Astrojildo e Brandão, mas já antevia que seu retorno ao partido o levaria ao enfrentamento contra a direção. Com o tempo passa a criticar mais firmemente a burocracia soviética e a direção do PCB. Não é possível afirmar um momento exato em que rompe e adere aos trotskistas, mas foi fundamental sua estadia em Paris e o contato com a oposição francesa de Pierre Naville.

## Era Vargas (1930 - 1945)

### Do Grupo Comunista Lenine a Liga Comunista Internacionalista
Em agosto de 1929, Mário Pedrosa retornou ao Brasil e organizou esse grupo de jovens divergentes em uma agremiação chamada Grupo Comunista Lenine (GCL). Esta organização incluía intelectuais como Rodolfo Coutinho e Lívio Xavier que foram signatários do panfleto da Oposição Sindical que criticara a política sindical do PCB e sua falta de centralismo democrático. Esse grupo já havia saído do PCB na “Cisão de 1928”. Outra cisão ocorreu em 1929, que incluiu alguns sindicalistas, como Joaquim Barbosa (secretário do PCB para assuntos sindicais), João da Costa Pimenta (sindicalista, avô de Rui Costa Pimenta), Leonel Pessoa (ex-cadete, expulso do Exército por participar da Revolta da Vacina em 1904, que na época trabalhava como operário gráfico), João Dalla Dea (operário gráfico) e Hilcar Leite.
Em 8 de maio de 1930, os primeiros trostskistas do Brasil começaram a publicar o jornal "A Luta de Classe", que foi publicado, muito provavelmente, até agosto de 1939. Esse jornal teve periodicidade irregular, com edições impressas até o n.º 33, e mimeografadas entre os nºs 34 e 49. Com o trabalho político, outros quadro se aproximaram da Liga Comunista, tais como: Mário Dupont, José Auto, Manuel Medeiros, Raquel de Queiroz;  Mirno Tibor e Azis Simão (estudantes), Arnaldo Tommasini; Ariston Rusciolelli, Lelia e Fúlvio Abramo (comerciários); L. Mássara e Fernando Bertolotti (contadores), Mário Colleoni (metalúrgico) e Josefina Mendez (operária têxtil). Ainda em outubro de 1930, Mário Pedrosa e Lívio Xavier publicaram um ensaio que viria a se tornar a primeira contribuição marxista para o estudo da história do modo de produção capitalista em terras brasileiras: "Esboço de uma análise da situação econômica e social do Brasil".
Em novembro de 1930, os sinais de desgaste e paralisação das atividades do grupo se tornaram evidentes. Algumas cartas descrevem este cenário de falência do GCL. Em meados de janeiro de 1931 os oposicionistas conseguiram, mais uma vez, superar a dispersão e reagrupar os dissidentes numa nova organização, formando em 21 de janeiro, a Liga Comunista - Oposição de Esquerda (LC), adotando uma denominação que seguia a tendência dos agrupamentos que se aproximavam do que seria mais tarde a IV Internacional. Reunindo remanescentes do GCL, a LC contava com novos membros, destacando Aristides Lobo e Plínio de Melo, ambos ex-membros do PCB que romperam com a direção e se haviam aproximado dos oposicionistas.
A Liga Comunista estabeleceu que sua sede central seria em São Paulo. Aristides Lobo foi eleito para ocupar a Secretaria, na Organização ficaram Lobo, Mário Dupont e João Mateus, na Agitação e Propaganda, Lívio Xavier, Benjamin Péret (poeta francês) e Salvador Pintaúde e, por fim, na Comissão Sindical, João da Costa Pimenta e Plínio Mello. Pedrosa não ocupou nenhuma função nestas comissões, mas ficou responsável por reorganizar o grupo no Rio de Janeiro. Até março de 1933, a Liga tinha 54 militantes no Rio de Janeiro e em São Paulo.
Em outubro de 1933, os oposicionistas brasileiros abandonavam a política fracionista e a perspectiva de reformar os PCs e a III Internacional. A partir de então, a Liga Comunista passou a se denominar como Liga Comunista Internacionalista e a trabalhar pela criação da IV Internacional, ou seja, deixou de ter militantes que atuavam dentro do PCB para fazer oposição ao estalinismo. Depois aderiram ao grupo os húngaros, Rudolf Josip Lauff e Anton Mácek (ambos soldados do Exército Vermelho), o italiano Goffedo Rosini e os brasileiros, Paschoal Petraccone (editor que, junto com Salvador Pintaúde, colaborava com a tradução de obras estrangeiras), Lívio Abramo (jornalista, desenhista e gravador); e Nestor Reis (médico).

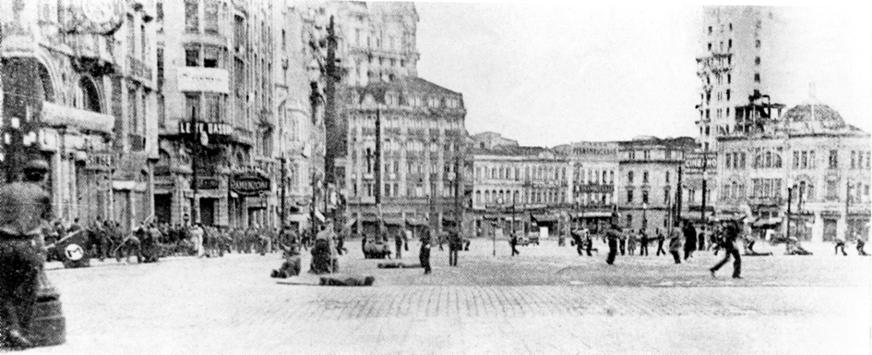
Integralistas fogem de tiroteio em comício realizado na Praça da Sé em 1934. Anarquistas, sindicalistas, trotskistas e comunistas, unidos na Frente Única Antifascista, confrontaram-se com os integralistas na ocasião, tentando impedir a realização do comício.

Também em 1933, a Liga Comunista Internacionalista participou da fundação da Frente Única Antifascista, que reuniu militantes anarquistas, socialistas e comunistas na luta comum contra os integralistas. Essa Frente publicaria o semanário antifascista "O Homem Livre", dirigido por Pedrosa e Geraldo Ferraz. Em 7 de outubro de 1934 a Frente participaria da Batalha da Praça da Sé, um enfrentamento com os integralistas. No entanto, posteriormente a Batalha da Sé, a LCI não aderiu à Aliança Nacional Libertadora, mas acompanhou de perto as atividades da organização. Diante da nova virada tática consolidada no VII Congresso da Comintern e da adesão dos comunistas à política de amplas alianças, os trotskistas publicaram artigos criticando e denunciando a orientação colaboracionista stalinista.
Neste período a Oposição de Esquerda Internacional encontrava-se com problemas. A OEI havia declarado que a III Internacional estava morta, no entanto, não reuniam um grupo suficientemente para fundar a IV Internacional. Para resolver o problema e romper com o isolamento, algumas táticas foram adotadas. A seção francesa lançou, em agosto de 1934, com o apoio de Trotski, a política de “entrismo” no Partido Socialista Francês. O objetivo era “desmascarar” a direção reformista e impulsionar os operários mais avançados em direção à oposição. Na França, centro do debate, Naville acusou o “entrismo” de ser uma manobra que levava à capitulação diante do reformismo. No Brasil, formaram-se dois grupos: a ala que aprovava a tática de ingresso no Partido Socialista, liderada por Mario Pedrosa, Hilcar Leite e Fúlvio Abramo e, do outro lado, o grupo que combateu essa política e reunia Aristides Lobo, Victor de Azevedo Pinheiro e João Mateus.
A cisão consolidou-se no início de 1935 e colocou fim ao período de crescimento da LCI, abrindo caminho para o declínio da organização. A expulsão do grupo que se reunia em torno de Lobo e Pinheiro tornou-se pública em abril. Diante da repressão desencadeada pela Lei de Segurança Nacional, os oposicionistas reduziram suas atividades à publicação de jornais e panfletos. Nessa período, os trotskistas dirigiam alguns sindicatos em São Paulo, como os dos Comerciários, dos Bancários e dos Trabalhadores Gráficos. Durante a repressão desencadeada após o fracasso do Levante Comunista de 1935, foi morto o militante Manuel Medeiro, enquanto que Mário Pedrosa, Fúlvio Abramo, Mariano e Inês Besouchet se exilaram na Bolívia. A última edição do A Luta de Classe, saiu em novembro de 1936. Após essa edição, a organização encerrou suas atividades.

### Do Partido Operário Leninista ao Partido Socialista Revolucionário
Os trotskistas remanescentes aliaram-se aos ex-militantes do PCB e em janeiro de 1937, fundaram o Partido Operário Leninista (POL), agora sob Estado de exceção.

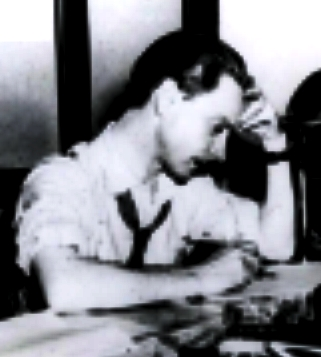
Hermínio Sacchetta, secretário-geral do PSR. (Fotografia da década de 1930)

Em meados de 1937, O PCB passar por uma nova crise em seu interior. Discordando da concepção de que a burguesia nacional "seria força motriz da revolução brasileira", a maioria do Comitê Regional de São Paulo, em aliança com setores de outras regionais, dão origem ao Comitê Central Provisório (CCP), também conhecido como Comitê Regional do PCB, liderados por Hermínio Sachetta e Heitor Ferreira Lima. Derrotada pela fração partidária de Lauro Reginaldo da Rocha, o CCP sofreu uma cisão, denominada Dissidência Pró-Reagrupamento da Vanguarda Revolucionária, que tinha além dos líderes, contava com figuras como: Alberto Moniz da Rocha Barros e José Stacchini.
Em abril de 1939, o POL e os dissidentes do PCB uniram-se num Comitê Pró-Reagrupamento da Vanguarda Revolucionária do Brasil e, em agosto de 1939, numa reunião em Guarulhos foi fundado o Partido Socialista Revolucionário (PSR), seção brasileira da IV Internacional, ao qual também se juntariam: Plínio Gomes de Mello, Vítor de Azevedo, José Stacchini, Patrícia Galvão, Florestan Fernandes, Maurício Tragtenberg, Leôncio Martins Rodrigues, Luiz Alberto Moniz Bandeira, Edmundo Moniz, Bóris Fausto e Ruy Fausto.  O grupo que passou a se denominar PSR, teve como secretário-geral Hermínio Sacchetta e manteve o jornal Orientação Socialista sob seu controle.

### A II Guerra Mundial e o assassinato de Trótski
Com o início da Segunda Guerra Mundial, em setembro de 1939, tem início a primeira grande cisão dos trotskistas a nível internacional, envolvendo a questão da defesa ou não da União Soviética na hipótese de guerra contra países capitalistas; nesse contexto, formaram-se duas frações:
1. a majoritária liderada por liderada por James Patrick Cannon, dirigente do  Socialist Workers Party (SWP) dos Estados Unidos, que se posicionava a favor da defesa da União Soviética;
2. a minoritária, liderada por Max Shachtman, James Burnham, Martin Abern, C. R. L. James, Nathan Gould e Farrell Dobbs, que entendiam que a União Soviética não deveria ser apoiada na guerra contra a Finlândia, pois havia se degenerado a tal ponto que não mereceria qualquer tipo de defesa.

Nesse contexto, Trótski foi favorável à posição majoritária e convocou a Conferência de Emergência da IV Internacional (maio de 1940), enquanto que Pedrosa se colocou a favor da posição minoritária, o que levaria à sua ruptura com a IV Internacional. Membros do Secretariado que apoiavam Shachtman foram expulsos pela conferência de emergência, com o apoio do próprio Trótski.
A Quarta Internacional foi duramente atingida durante a Segunda Guerra Mundial. Trótski foi assassinado, muitas das seções européias da QI foram destruídas pelos nazistas e várias seções asiáticas foram destruídas pelo Império do Japão. Os sobreviventes, na Europa, na Ásia e em outros lugares, ficaram separados uns dos outros e do Secretariado Internacional. O novo secretário, Jean Van Heijenoort (também conhecido como Gerland), foi capaz apenas de publicar artigos na revista teórica do SWP, Fourth International. No Brasil, o PSR, que perdeu seu principal laço internacional, Pedrosa, ainda tinha que lidar com a repressão do Estado Novo.
Após o final da guerra, o debate internacional sobre as perspectivas foi acelerado pela resolução da conferência européia da Quarta Internacional, realizada em fevereiro de 1944. Durante a conferência, foi nomeado um novo Secretariado Europeu, Michel Raptis, mais conhecido como Michel Pablo. Pablo e outros membros restabeleceram o contato entre os partidos trotskistas. Em abril de 1946, delegados das principais seções européias e alguns de outras seções participaram do Segundo Congresso Internacional. Este teve como meta a reconstrução do Secretariado Internacional da organização, com Michel Pablo sendo nomeado secretário e Ernest Mandel, um belga, assumindo papel de liderança.
Neste período, no Brasil, o PSR convidou o conjunto da esquerda para formar uma frente eleitoral para as eleições de 1945, a Coligação Democrática Radical; entretanto, a proposta malogrou, principalmente devido à candidatura de Yedo Fiúza pelo PCB. Nas eleições seguintes chamou "voto em branco" para governador e o "voto crítico" para os deputados do PCB. Com uma inserção bastante marginal, o partido foi aminguando.

## República Nova (1946 - 1964)

### O III Congresso da IV Internacional e a Formação do POR-T
Em 1951, antes do III Congresso da IV Internacional, Sacchetta e Stachini afastaram-se do PSR. Sacchetta passou a entender que era impossível continuar a defender a União Soviética como um “estado operário degenerado” e entra em uma nova etapa da militância que levaria a fundação, em 1956, da Liga Socialista Independente (LSI), que tinha como principal referência Rosa Luxemburgo, contando com a presença de Paul Singer, Michael Löwy, Maurício Trangtenberg, Moniz Bandeira, e os irmãos Emir Sader e Éder Sader.
O III Congresso da IV Internacional, realizado em 1951, teve como principal consequência a maior cisão do trotskismo mundial, que gerou outras cisões subsequentes. Michel Pablo defendia que a única maneira de os trotskistas evitarem o isolamento era se as várias seções da Quarta Internacional se infiltrassem a longo prazo nos partidos comunistas ou social-democratas de massas, tática que ficou conhecida como entrismo sui generis e adotada pelo grupo denominado Secretariado Internacional. Os líderes das maiores organizações trotskistas na França, Bleibtreu Marcel e Pierre Lambert, do estadunidense SWP e do argentino Partido Obrero Revolucionario (liderado por Nahuel Moreno) se recusaram a seguir a linha da Internacional, organizando o Comitê Internacional. Nesse contexto, PSR deixou de existir, sem grandes explicações.
O Bureau Latino-Americano da IV Internacional, alinhado ao Secretariado Internacional, dirigido pelo argentino Juan R Posadas, enviou o argentino Guillermo Marcelo Almeyra Casares para reorganizar os trotskistas no Brasil. Ele se hospedeu na residência dos pais de Leôncio Martins Rodrigues e, em novembro de 1952, juntou os ex-militantes do PSR, Milton Camargo, Antônio Pinto de Freitas, alguns jovens membros do PSB, como Sebastião Simões de Lima, e fundou o Partido Operário Revolucionário Trotskista (POR-T) que começou a publicar o jornal Frente Operária, que seria publicado até 1990. O grupo também, pouco tempo após o surgimento do partido, contou com a presença de Jorge Milano, Bóris e Ruy Fausto.
Durante dois anos o POR-T atuou com a perspectiva de construir um partido marxista e revolucionário. Entretanto, o IV congresso de 1954, do Secretariado Internacional, enfatizou o entrismo nos partidos comunistas, bem como nos partidos nacionalistas em colônias, pressionando por reformas democráticas para encorajar a esquerda dos partidos comunistas a se juntar aos trotskistas numa revolução. Assim o POR-T, seguindo essas diretrizes, adotou o entrismo no PCB. Para esta tarefa foram destacados Leôncio Martins Rodrigues e Ruy Fausto. A tática entrista no PCB mostrou-se um grande fracasso. Contudo, o ex-deputado federal constituinte José Maria Crispim, expulso em fevereiro de 1952 do PCB, aderiu, em carta aberta de 1955, ao POR-T.
Em 1962, acompanhando Posadas em uma nova cisão internacional, o POR-T abandonou o Secretariado Internacional e tornou-se seção da Quarta Internacional Posadista. No mesmo ano o POR-T deslocou dois militantes para realizar entrismo no recente Partido Comunista do Brasil (PCdoB), que foram rapidamente descobertos e expulsos. Em 1963 em diante, devido ao fracasso dos anteriores, o partido adotaria o entrismo no nacionalista Partido Trabalhista Brasileiro, de Leonel Brizola. Estima-se que durante a década de 1950, o POR-T chegou a contar com cerca de 100 militantes, que atuavam nos estados de São Paulo, Rio de Janeiro e Paraná. Na década de 1960, passou a atuar nos estados de Pernambuco, Paraíba, Ceará (no início de 1965) e Rio Grande do Sul.

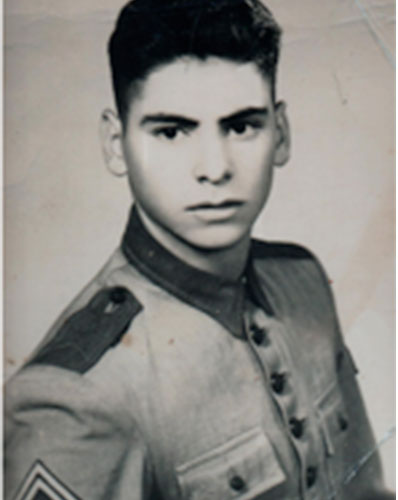
Paulo Roberto Pinto, militante do POR-T, assassinado por pistoleiros a serviço de latifundiários em agosto de 1963.

Em 8 de agosto de 1963, o gráfico e metalúrgico Paulo Roberto Pinto, militante do POR-T, conhecido pelo nome de "Jeremias", aos 22 anos, foi assassinado por pistoleiros a serviço de latifundiários, enquanto liderava uma negociação de greve de trabalhadores rurais da região de Itambé. Já no final de 1963, o POR-T começou a identificar a situação nacional como revolucionária. Passaram então a atuar fortemente dentro das Forças Armadas, estruturando células partidárias na Aeronáutica e no Exército, destacando-se os militantes Jair Borin e Ovídio Ferreira Dias. Destaca-se também o forte trabalho realizado junto ao movimento camponês no Nordeste, incorporando às suas fileiras militantes que haviam passado pelo Movimento Revolucionário Tiradentes, vinculado às Ligas Camponesas de Francisco Julião.

## Ditadura militar (1964 – 1985)

### Golpe de Estado de 1964 e a situação do POR-T

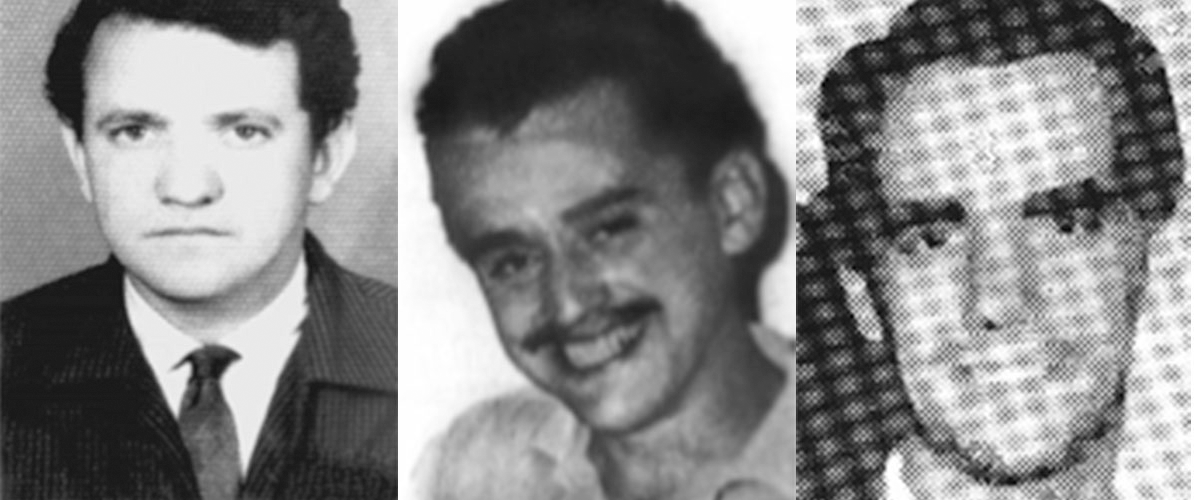
Da esquerda para a direita: Olavo Hanssen, Rui Osvaldo Aguiar Pfützenreuter e Sidney Fix Marques dos Santos, militantes do POR-T, assassinados pela Ditadura Militar brasileira.

O Golpe de Estado de 1964 abalou profundamente todas as organizações de esquerda. O POR-T perdeu mais militantes com a repressão da ditadura civil e militar instalada, sendo eles o operário químico Olavo Hanssen, que foi assassinado em 9 de maio de 1970, o metalúrgico Rui Osvaldo Aguiar Pfützenreuter, morto em São Paulo, no dia 14 de abril de 1972, e o estudante e programador Sidney Fix Marques dos Santos, desaparecido em 15 de fevereiro de 1976 em Buenos Aires. Somado a isso o POR-T passava por divergências políticas em seu interior, principalmente uma forte crítica à intervenção de Posadas no partido, que perdeu sua autonomia desde 1962, através do monolitismo.
No início de 1966, durante a V Conferência Nacional do POR-T, foi divulgado o documento "Criticar, Planejar e Construir o Partido Coletivamente", assinado por diversos militantes, que foi o início de uma ruptura com o posadismo. Esse documento foi assinado por Maria Hermínia Tavares de Almeida, José Leão de Carvalho, Fábio Munhoz, Antônio Carlos Leal Campos e Gilvan Rocha.
A partir de agosto de 1967, Fábio Munhoz, Mtnos Abdala Calil e Júlio Calasso, já afastados do POR-T, começaram a publicar o Jornal Chispa, apresentado como Órgão do Movimento por uma Nova Internacional Comunista. Esse será, em 1º de maio de 1968, o núcleo fundador do Movimento Estudantil 1º de Maio (ME 1º de Maio), ao qual também se juntariam Luiz Araújo, Arkan Simaan, Otaviano de Fiori, Gabriela Rabelo e Francisco Solano.
Em 1968, surgiram outras cisões do POR-T, a partir da expulsão das regionais do Rio Grande do Sul, do Nordeste e parte da de São Paulo:
- O Grupo Trotskista Revolucionário (GTR), que teria curta duração.[22]
- A Liga Socialista Internacionalista, que depois adotaria a denominação de Movimento Comunista Internacionalista (MCI).[22]
- A Fração Bolchevique Trotskista (FBT).[4][22]

O POR-T foi recuando até a morte de Posadas em 1981, depois disso em grande parte do movimento internacional posadista entrou em colapso.

### Formação da Organização Socialista Internacionalista
O Movimento Estudantil 1º de Maio (ME1M) procurou integrar-se aos principais acontecimentos políticos do ano de 1968. Especialmente nas lutas estudantis que àquela altura, em São Paulo, tinham como principal foco de agitação a Faculdade de Filosofia da USP na rua Maria Antônia, nas lutas contra Reforma Universitária da ditadura e em lutas sindicais menores de bancários e metalúrgicos. Em 1969 a continuidade do ME1M era incerta, com as dificuldades para a atuação política aberta viam a necessidade em expandir suas atividades para além do ambiente estudantil. No final de 1968, Francisco Solano e Gabriela Rabelo, integrantes do ME1M, foram para o exílio na França, onde se aproximaram de militantes da Organização Comunista Internacionalista, liderada por Pierre Lambert, que era vinculada ao Comitê Internacional da IV Internacional (CI-QI) e, posteriormente, ao Comitê para a Reconstrução da Quarta Internacional (CORQUI), fundado em julho de 1972. Fábio Munhoz foi preso em 1969 e ao ser liberado se exilou no Chile. Júlio Calasso, Abdala Calil e Ottaviano De Fiori afastaram-se. Simaan, cuja prisão estava decretada, deixou o Brasil. Ao final de 1969 restou somente Luiz Araújo. Foi sob essas condições que começou a estruturação de uma nova organização política. Em novembro de 1970 o ME1M adotou o nome de Organização Comunista 1º de Maio (OC1M). A OC1M atuou no movimento estudantil, através da Frente Estudantil Socialista (FES), consolidando-se.
A Fração Bolchevique Trotskista (FBT) teve sua origem em um documento, publicado em abril de 1968, pela Fração Universitária do POR-T. Em julho de 1968, alguns militantes gaúchos que formariam a FBT foram a São Paulo para fazer contatos com o ME 1º de Maio, numa primeira tentativa de unificação que não deu resultados naquele momento. Em outubro de 1969, Vito Letizia fez uma viagem à Europa, onde se reuniu com a OCI, na qual Stéphane Just representou a organização francesa e que contou também com a participação de Francisco Solano do ME 1º de Maio. A partir já de sua II Conferência da FBT, realizada em fevereiro de 1970, organizada internamente com a eleição de um Comitê Central (CC), com a formação de três Comitês Regionais, Rio Grande do Sul, São Paulo e Nordeste, foi criado ainda um Bureau Político (BP) de três membros eleitos pelo CC, responsáveis por centralizar a direção política da organização. As novas possibilidades de desenvolvimento da FBT estavam abertas, com expansão para o nordeste e seu contato com o movimento trotskista internacional; porém, foram interrompidas pela repressão da ditadura, que através das prisões a partir de Porto Alegre desarticulou a Fração nacionalmente em maio de 1970. Recorrendo às torturas a repressão rapidamente prendeu quase a totalidade dos dirigentes da Fração.
Em 1970, ainda que fragilizada e com poucos integrantes, o ME1M se consolidou. O ano ficou marcado pela repressão que alcançou a FBT e que quase a desarticulou, impondo ao ME1M um recuo necessário em suas atividades, por razões de segurança. A repercussão da repressão à FBT foi além das questões de segurança, significou um momento de inflexão na trajetória dos partidos. Após essa repressão os poucos militantes que conseguiram escapar, principalmente os do Nordeste, tentaram reorganizar a FBT. Em julho de 1971 ambas as organizações convergiram para um processo de unificação com a criação do Comitê de Unificação-FBT-OC1M. Durante o processo de unificação, militantes dos dois grupos vão entrar em contato com outras organizações trostskistas na América Latina, como o Política Obrera (dirigido por Jorge Altamira) e o Partido Revolucionário dos Trabalhadores (La Verdade) (dirigido por Nahuel Moreno) da Argentina (que em 1972, passaria a se denominar Partido Socialista dos Trabalhadores), e o Partido Operário Revolucionário da Bolívia, dirigido por Guilhermo Lora. Porém em 1972, com um novo ataque da repressão, a FBT se desarticula totalmente com a prisão do restante de seus militantes.
Por outro lado, entre 1969 e 1971, Solano, Gabriela, Arkan, Vitor Paes de Barros Leonardi, Paulo Rodolfo Rodrigues Pereira e Deivis Hutz, brasileiros exilados na França, ingressaram na OCI. Em 1972, esses militantes começariam a publicar a Revista Outubro e formariam um grupo político com o mesmo nome. Nesse momento, os militantes da FBT e da OC1M, principalmente Júlio Tavares e Arnaldo Schreine já estavam se aproximando do Partido Revolucionário dos Trabalhadores (La Verdade) (PRT-LV), organização argentina vinculada ao SU-QI, portanto, rival do CI-QI, ao qual estava vinculado o Grupo Outubro.
Em abril de 1972, o Política Obrera e o POR Boliviano realizaram a I Conferência Latino-americana pela Reconstrução da IV Internacional, para a qual foram convidados representantes da OCI, da OC1M e da FBT. A principal questão foi em torno da política do POR Boliviano durante o golpe de Hugo Banzer contra o General Torres em agosto de 1971. Nesse contexto foi elaborado um documento pela maioria da OC1M e da FBT que criticava a política adotada pelo POR Boliviano, por ter defendido uma frente com o General Torres contra o golpe, o que era considerada uma capitulação ao nacionalismo burguês. Luiz Araújo, representante da OC1M discordou desse documento, que foi defendido na Conferência por Paulo Eduardo Aguiar, representante da FBT. Política Obrera defendeu a política do POR Boliviano, enquanto que a OCI se mostrou favorável às crítica apresentadas por Aguiar.
No final de 1972, o Grupo Outubro começa a se organizar no Brasil, dirigido por Solano que começa a aglutinar estudantes secundaristas. No final de 1972, Deivis Hutz e Vito Letizia, manifestam acordo com o CORQUI. A OC1M, que nessa época contava em seus quadros com Júlio Turra, em sua I Conferência, realizada no início de 1973, confirmou sua adesão à CORQUI.
Em outro movimento, o que restou da FBT se aproximou do Grupo Outubro e da Organização da Mobilização Operária (OMO), que contava, entre seus militantes, com Paulo Skromov, ex-estudante de História da USP, que se exiliou na Argentina em novembro de 1973, onde teve contato com o Política Obrera. Em dezembro de 1974, foi realizada em Tramandaí, praia próxima à Porto Alegre, uma reunião que unificou a OMO, o Grupo Outubro e a FBT na Organização Marxista Brasileira (OMB). Naquele momento, a OMB contava com cerca de sessenta militantes, dentre eles Markus Sokol, Arlete Sampaio e Maria Laura, a maioria oriunda da OMO.
Entre maio e julho de 1976, ocorreu a unificação entre a Frente Estudantil Socialista (FES), ligada à OC 1º de Maio, e a Tendência pela Aliança Operária Estudantil (TAOE), ligada à OMB. Dessa fusão, surgiu a corrente estudantil Liberdade e Luta (Libelu). Em novembro de 1976, quando ocorreu uma reunião na cidade de Praia Grande na qual foi decidida a fusão entre a Organização Marxista Brasileira (OMB) e a Organização Comunista 1° de Maio, que deu origem à Organização Socialista Internacionalista (OSI), aliando-se internacionalmente ao Comitê pela Reconstrução da Quarta Internacional de Pierre Lambert. No dia 1º de maio de 1978 saiu a primeira edição do Jornal "O Trabalho", nome que seria posteriormente adotado pela OSI.

### Formação da Convergência Socialista
No início da década de 1970, existiam diversos brasileiros exilados no chile. Em 1972, por intermédio de Mário Pedrosa, Hugo Blanco e Peter Camejo (dirigente do Socialist Workers Party (SWP) dos Estados Unidos), diversos desses exilados no Chile entraram em contato com o Secretariado Unificado da Quarta Internacional (SU-QI) e formaram o grupo Ponto de Partida. Dentre esses, podem-se citar: Jorge Pinheiro, Maria José Lourenço (ex-militantes do Movimento Nacionalista Revolucionário), Ênio Bucchioni (ex-militante da Ação Popular, AP) e Túlio Quintiliano (ex-militante do Partido Comunista Brasileiro Revolucionário, PCBR). Nessa época, a SU-QI, estava dividida entre a maioria, que defendia que os militantes participassem de guerrilhas e a minoria (Fração Leninista Trotskista, FLT), que eram contra a participação em movimentos guerrilheiros. Hugo Blanco e Peter Camejo eram adeptos da FLT e influenciaram o grupo Ponto de Partida a ter a mesma posição.
No final de 1973, após a derrubada de Salvador Allende: Jorge Pinheiro, Maria José Lourenço, Valderez Duarte e Waldo Mermelstein, buscaram asilo na Argentina, onde, em dezembro de 1973, após contatos com o Partido Socialista dos Trabalhadores, organização alinhada com a FLT do SU-QI, dirigida por Nahuel Moreno, fundaram a Liga Operária (LO). Em 1974, esses militantes retornaram ao Brasil e ex-militantes da FBT, organização já bastante desarticulada pela repressão, se juntaram à LO. A LO começa a publicar o jornal "Independência Operária".
Apesar do nome, a atuação da LO se concentou no Movimento Estudantil, sendo assim, iniciou sua atuação na PUC-SP, na USP e na UFF em Niterói. Em agosto de 1975, atingiu a marca de cerca de 50 militantes e, em março de 1976, começou a atuar na Unicamp (Campinas) e na Universidade Federal de São Carlos (UFSCAR), onde conseguiu a adesão de seu centésimo militante: Celso Brambilla, ex-presidente do DCE da UFSCAR. O nome utilizado para atuar no movimento estudantil era o de: Tendência Alicerce, que em 1980, elegeu Henrique Carneiro como presidente da União Municipal de Estudantes Secundaristas de São Paulo. Em 1981, Henrique seria eleito como presidente da União Paulista de Estudantes Secundaristas.

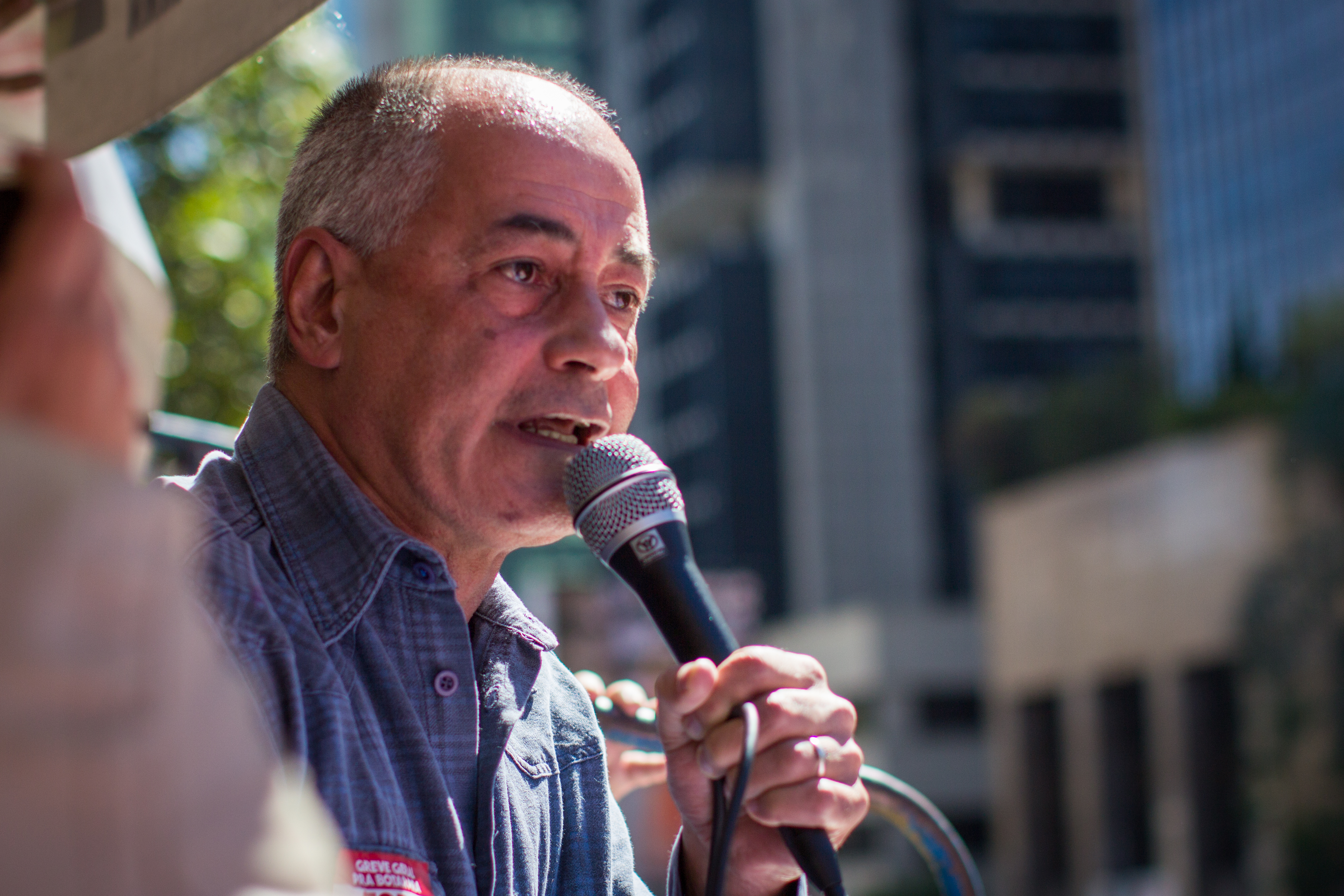
José Maria de Almeia, conhecido como Zé Maria, em 2016, atual presidente do PSTU.

Nos dias anteriores ao 1º de Maio de 1977, militantes da LO, dentre eles: Celso Brambilla, Márcia Basseto Paes e José Maria de Almeida, na época um operário metalúrgico de apenas 19 anos, foram presos durante uma panfletagem, a ação teve repercussão pois ocorreram diversas mobilizações estudantis contra as prisões. No final de 1977, a LO já contava com cerca de 250 militantes.
Em março de 1978, a LO criou o criou o Movimento Convergência Socialista (MCS), que pretendia reunir diversos agrupamentos políticos e sociais que lutavam pelo fim do regime autoritário norteados pelos ideários socialistas e desse modo conseguiu aglutinar o Conselho de Redação do Jornal Versus, que era publicado desde 1975. No dia 19 de agosto, ocorreu a I Convenção Nacional do MCS. No dia 1º de maio de 1978, a LO passou a se denominar como Partido Socialista dos Trabalhadores (PST).
No âmbito internacional, em 1979, ocorreu a ruptura definitiva entre a Fração Bolchevique Internacional do Secretariado Unificado da Quarta Internacional (SU-QI), liderada por Nahuel Moreno e o SU-QI. A ruptura teve causa o apoio dado pela maioria do SU-QI, liderada por Ernest Mandel, à Frente Sandinista, enquanto que Moreno se opunha à Frente Sandinista devido aos conflitos com a Brigada Simón Bolívar, que era composta por militantes ligados aos morenistas. Nesse contexto, Pierre Lambert apoiou as teses de Nahuel Moreno, o que se refletiu numa aproximação entre a OSI (lambertista) e a CS (morenista).
No início de 1979, o PST se dissolve no Movimento Convergência Socialista (MCS), que passava a se chamar "Convergência Socialista". Em janeiro de 1979, foi realizado o "IX Congresso dos Metalúrgicos, Mecânicos e Eletricistas do Estado de São Paulo", na cidade de Lins, no qual foi aprovada uma moção favorável à construção de um "Partido dos Trabalhadores". A partir desse momento, a Convergência Socialista passou a trabalhar para a implementação dessa propost, que existindo ainda como associação civil e, ao mesmo tempo, iniciar a luta por um partido de massas que seria formado por trabalhadores e sindicalistas.

### Formação da Democracia Socialista
Em 1977, começou a ser publicado o Jornal "Em Tempo", que circulou até 1995, e defendia a construção de um partido independente da classe trabalhadora. Era editado por uma cisão à esquerda, que se aproximava do trotskismo, do grupo que editava o jornal "Movimento", influenciado pelo PCdoB, que defendia uma frente política democrática em conjunto com o MDB. Participavam desse jornal outros grupos não trotskistas como a Ação Popular Marxista Leninista (AP-ML) e o Movimento Revolucionário 8 de Outubro (MR8).
Após disputas, MR-8 e AP-ML se desligam do jornal, que seria controlado a partir de então por militantes trotskistas que mais tarde se juntariam e formariam a Democracia Socialista. Parte desses militantes eram oriundos do Partido Operário Comunista - Combate (POC-Combate) ou do Comando de Libertação Nacional (Colina), que ainda nos anos 60, enquanto ORM-POLOP, se aproximaram das formulações de Trótski, após críticas ao estalinismo. Outra parte veio de grupos menores que não tinham nome. Por fim, esses grupos se orgazinariam em torno do jornal "Em Tempo" dividindo-se em dois grupos, o Centelha, que atuava no Movimento Estudantil em Minas Gerais, e a Tendência Socialista do MDB no Rio Grande do Sul, que se denominava como Peleia no Movimento Estudantil.
Os dois grupos: defendiam o socialismo democrático e tinham críticas ao estalinismo, ao reformismo do PCB e ao vanguardismo armado; valorizavam a democracia exigida na organização interna e defendia a construção de um partido revolucionário no Brasil com capacidade de se enraizar na classe trabalhadora; eram críticos do varguismo, pois seria uma experiência de organização trabalhista sem independência de classe.
Em 22 de dezembro 1979, cerca de 25 militantes, em sua maioria de Minas Gerais e do Rio Grande dos Sul, reuniram-se em São Paulo para fundar a organização Democracia Socialista (DS), denominação estava em sintonia com o documento “Democracia socialista e ditadura do proletariado”, elaborado por Ernest Mandel dirigente do Secretariado Unificado da Quarta Internacional (SU-QI). Tratava-se basicamente da fusão do "Centelha" e a "Tendência Socialista". Dentre seus fundadores, podem-se citar: Raul Pont, Virgílio Guimarães, João Machado, Aloísio Marques, Joaquim Soriano, Flávio Andrade e Robson Aires. Desde sua fundação a DS participou ativamente dos processos de fundação do PT e da CUT.
Entre 1979 e 1982, outros dois grupos de origem trotskista se juntaram à DS. A Organização Revolucionária dos Trabalhadores (ORT), formada por um racha da Convergência Socialista, dirigada por Júlio Tavares, e o Comitê de Ligação dos Trotskistas Brasileiros (CLTB), originado de uma cisão da OSI, ocorrida em 1978, denominada como Fração Operária Trotskista (FOT), que, na época, era liderado por Paulo Skromov. A FOT tinha como objetivo “romper com o círculo vicioso da pequenez” das organizações trotskistas e, desse modo promover uma reunificação de trotskistas, partindo do balanço de que o histórico desta tradição revolucionária teria promovido muitas “cisões irresponsáveis” ao longo dos trinta anos anteriores. Segundo a avaliação do CLTB, o fracasso do trotskismo decorria da composição social era “essencialmente pequeno burguesa” de seus militantes, o que dificultava sua formulação capaz de inserção nos setores populares. Após a unificação a DS passou a se chamar Organização Revolucionária Marxista - Democracia Socialista (ORM-DS). Em 1984, ocorreu no II Congresso da ORM-DS, no qual ficou decidida a filiação ao Secretariado Unificado da Quarta Internacional (SU-QI).

### Redemocratização e formação do Partido dos Trabalhadores
A aproximação entre OSI (Lambertista) e CS (Morenista), durariam pouco tempo. Em 1981, Moreno faz críticas ao apoio da OCI (dirigida por Lambert) ao governo, de François Miterrand. Em janeiro de 1982, os morenistas formariam sua própria versão da Quarta Internacional a Liga Internacional dos Trabalhadores (LIT-QI). No âmbito nacional, as divergências entre CS e OSI tinham como foco o fato da CS ter uma avaliação negativa da figura de Lula, enquanto que a OSI tinha uma avaliação mais positiva do líder sindical.
As discussões dentro da CORQUI sobre os sindicatos, o peronismo e o nacionalismo na Argentina, resulta em cisões em algumas seções, entre elas a brasileira, a OSI. O debate acirra-se e em 1979, no II Congresso da OSI, expulsa os dissidentes, que formam a Organização Quarta Internacional (TQI), que recebe o nome no país de Tendência Trotskista do Brasil (TTB), que ficariam mais conhecidos pelo jornal porta-voz de suas ideias a Causa Operária, que depois será adotado como nome da organização.
O PT foi fundado por um grupo heterogêneo, formado por militantes de oposição à Ditadura Militar, sindicalistas, intelectuais, artistas e católicos ligados à Teologia da Libertação, no dia 10 de fevereiro de 1980, no Colégio Sion, em São Paulo. O partido foi fruto da aproximação entre os movimentos sindicais da região do ABC, que organizaram grandes greves entre 1978 e 1980, e militantes antigos da esquerda brasileira, entre eles ex-presos políticos e exilados que tiveram seus direitos devolvidos pela lei da anistia. Desde a fundação, o partido assumiu a defesa do socialismo democrático. Desde o início, tomaram parte na iniciativa de formar o Partido dos Trabalhadores grupos trotskistas, entre os quais, e principalmente, a Organização Socialista Internacionalista, a Convergência Socialista, a Democracia Socialista e a Causa Operária.

## Nova República (1986 - Atualmente)

### Mudanças no regimento interno do PT e formação do PSTU e PCO
Na medida em que o partido crescia, acirrava suas diferenças internas de programa e estratégia. Em 1983, forma-se então a Articulação dos 113, tendo como principal líder Lula, que aos poucos se tornaria um campo anti-leninista, uma reação as alas marxistas do partido. Depois da formação da Articulação dos 113, a DS buscou aliar-se ao Partido Revolucionário Comunista (PRC) e ao Movimento Comunista Revolucionário (MCR) na luta interna dentro do PT. Em contrapartida, os militantes da OSI, que passa a denominar-se O Trabalho, buscou um trabalho comum com a Articulação.
Em  1987, a política de aproximação com a Articulação dos 113 culminou na aceitação formal da dissolução e diluição da OT na ART. Para a maioria da sua direção nacional, essa postura era coerente com a política da tendência, que passou a defender apossibilidade do PT se constituir como o partido da IV Internacional, que seria o instrumento da revolução socialista, e que se juntar a ART, era compor a principal força impulsionadora do partido. A minoria dirigente concordava com a construção de uma articulação em torno do núcleo dirigente histórico do PT (Lula e os sindicalistas), mas a divergência era de ordem tática: a minoria dirigente  não  aceitava  a  dissolução  da tendência. Ela desejava  a  união  com  a ART, mas  sob  uma  base  política  que permitia-lhe manter a organização  e  os laços com o Centro Internacional para a Reconstrução da Quarta Internacional (CIRQI). Ao final, dos 450 militantes estimados antes da cisão, 240 teriam ficado com a minoria. Por esses dados, a direção minoritária concluiu que a maioria das bases ficou ainda na OT.
Nas eleições de 1985, 1988 e 1989, a Convergência Socialista vai se colocar dentro do PT de uma forma muito mais crítica à linha política geral de seu núcleo dirigente, principalmente em relação as coligações com PSB e PDT. Mesmo assim, tinham grande expectativa de que as vitórias alcançadas nas eleições fossem convertidas em gestões a serviço dos trabalhadores, como no caso de 1989, na prefeitura de Luiza Erundina em São Paulo. No entanto, após seis meses de prefeitura, o tom já era de decepção com o governo paulistano.
Em 1989, a Causa Operária, ainda no PT, passou por um processo de fragmentação que resultou na formação de mais uma tendência, a Tendência pelo Partido Operário  Revolucionário (T-POR), membro do Comitê de Enlace pela Reconstrução da Quarta Internacional (CERQUI), ligado ao boliviano Guillermo Lora, alegando que a CO foi condicionada por uma política democratizante, sucumbindo à via eleitoral. No ano seguinte, em 1990, a T-POR tornou pública o seu rompimento com o PT. Ainda em 1989, a Causa Operária participa da campanha eleitoral denunciando a formação de uma frente entre o PT e a burguesia, pedindo a ruptura dessa relação, e propondo formar comitês eleitorais apenas com os "militantes classistas" do PT. Essa denúncia provocou a intervenção da direção do PT e a dissolução dos diretórios municipais dirigidos pela Causa Operária. No ano seguinte, nas eleições de 1990, cerca de 20 candidatos da Causa Operária foram cassados pela direção do PT. No Distrito Federal, neste mesmo ano, uma aliança da esquerda que se opunha à política de colaboração de classes, da qual participava a CO, foi majoritária e escolheu o candidato a governador. A convenção foi anulada pela direção nacional do partido.
Começava dentro do Partido dos Trabalhadores uma caçada as tendências divergentes das posições majoritárias. Em relação a Convergência Socialista, José Dirceu, secretário do partido, afirmou: “Será inevitável que eles saiam ou sejam expulsos individualmente do PT, caso insistam em passar por cima das resoluções do partido”. Ainda em 1988, para adaptar-se à regulamentação de tendências do PT, a ORM-DS voltou a se denominar apenas como "DS" e passa a afirmar que o PT seria um Partido Revolucionário em Construção. Em 1991, os militantes da Causa Operária foram expulsos do PT em todos os estados. Em abril de 1992 foi aprovada uma resolução que denunciava a “atuação da Convergência em vários sindicatos, em flagrante oposição às orientações sindicais do PT". Além disso, associava esta postura da CS a um “rompimento com as resoluções do 5º Encontro Nacional do PT”. No dia 9 de maio de 1992, o Diretório Nacional “cassou a condição de tendência da CS e estabeleceu um prazo de quinze dias para que ela revisse suas posições”.
Em junho de 1992, em meio as mudanças do regimento interno do PT, a Convergência Socialista deu início ao processo de formação da Frente Revolucionária, que resultaria na fundação de um novo partido. Entretanto, uma parte de seus militantes, tinham uma avaliação diferente da conjuntura nacional e internacional, rompendo com a direção da CS e internacionalmente com a LIT-QI. Esse grupo formou a Corrente Socialista dos Trabalhadores (CST), que se vincularia a União Internacional dos Trabalhadores (UIT-QI), em 1997, mantendo-se como corrente interna do PT.
A base comum que proporcionou a formação da Frente Revolucionária, a crítica à adaptação do PT à institucionalidade burguesa, mostrou-se insuficiente. Concepções diferentes e desencontros concretos de ideias, terminaram por paralisar a FR e resultar na formação de dois blocos em seu interior: a maioria composta pela CS, Partido da Frente Socialista (PFS), o Movimento Socialista Revolucionário (MSR), a Democracia Operária e a Liga (movimento de sindicalistas oriundos da Central Única dos Trabalhadores, chamada CUT pela base); já a minoria, que adotou o nome de Alinhamento, era integrada pelo Grupo Independente de Diadema, o coletivo Luta de Classes e o Partido da Libertação Proletária (dissidência do PFS, principalmente nos estados do Rio de Janeiro e Paraíba).
O Alinhamento pressionaram a maioria a aceitar a participação na FR de organizações como a CO, a T-POR, o Partido da Revolução Operária (PRO) e outros agrupamentos
menores. Este setor criticou a política de vetos da CS e da maioria da FR. Na reunião de 05 de março de 1993, concretiza-se a ruptura entre a maioria e a minoria. O bloco majoritário considera inviável a manutenção da FR nos moldes anteriores e decide lançar formalmente um movimento por um partido revolucionário e entre os dias 3 e 5 de julho de 1994, ocorreu o Congresso de fundação do Partido Socialista dos Trabalhadores Unificado (PSTU), que consiguiria o registro oficial em 19 de dezembro de 1995.
Em julho de 1994, um grupo de militantes denominado Luta Metalúrgica (LM), formado no fim dos anos 80 nas greves ilegais, principalmente, militantes em Volta Redonda, decidem por romper com a Causa Operária, a que antes acreditavam representar "uma oposição trotskista à frente popular". Dentro da CO, a LM se opôs à negativa da direção ao lutar contra a opressão dos negros e das mulheres e ao chamado da CO a votar em Lula, candidato presidencial da Frente Brasil Popular. Em abril de 1996, adotou a denominação de "Liga Quarta-Internacionalista do Brasil" e passa a publicar o jornal Vanguarda Operária. Em junho de 1995, um novo grupo rompe com a CO, e forma a Liga Bolchevique Internacionalista (LBI). O grupo criticava a posição da CO de que, a dissolução da ex-URSS foi um fato progressivo para o proletariado mundial. Segundo a LBI: "A destruição dos estados operários e o fim do estalinismo não foi produto da ação revolucionária das massas, ao contrário, é fruto da contra-revolução burguesa mundial, colocando como tarefa a todos aqueles que reivindicam o legado de Lenin e Trotsky, o combate pelas conquistas históricas da revolução".
A CO, um dos principais motivos de toda a polêmica no interior da ex-FR, exigiu que o Alinhamento fizesse um balanço autocrítico e propôs a transformação da organização formada por estes num Comitê pró-FR, recusando-se a integrar um processo em andamento. Diante da rejeição ao seu ultimato, se retirou da reunião e lançou a tarefa de contruir um novo partido próprio. Em 1995, foi obtido o registro provisório do Partido da Causa Operária (PCO), e em 1997, foi obtido o registro definitivo.
Em 1999, ocorre uma polarização dentro da CST, que se encontrava como tendência interna do PT. Formam-se dois grupos: a CST - Maioria, com forte expressão no Rio Grande do Sul, e a CST - Minoria, com maior expressão no estado do Pará. O grupo que compunha a maioria sai e forma sua própria tendência interna do PT, o Movimento Esquerda Socialista (MES). Ainda, em outubro de 1999, é fundado o grupo Estratégia Revolucionária - Quarta Internacional (ER-QI), seção da Fração Trotskista pela Quarta Internacional (FT-QI), a partir de militantes em torno do sindicalista Claudionor Brandão, que foram expulsos do PSTU por criticarem a postura de coexistência pacífica entre o partido e a burocracia sindical da CUT, além dos acordos entre PSTU, PL, PDT e PMDB, a que chamaram de frente populista. A partir de 2004, em sua II Conferência Nacional, o grupo passaria a se denominar Liga Estratégia Revolucionária - Quarta Internacional (LER-QI). Em 2015 mudariam seu nome para a denominação atual, Movimento Revolucionário de Trabalhadores (MRT).
Em 2000, a TCR, outra tendência interna do PSTU, é forçada a uma separação amigável. Desta ruptura surge o Movimento Terra, Trabalho e Liberdade (MTL).

### A chegada do PT a presidência e formação do PSOL
A partir de 2002, dentro das frações do PT reabre a discussão sobre a formação de um novo instrumento político socialista, principalmente com a insatisfação da Carta ao Povo Brasileiro, redigida por Lula. A revista Veja, afirmava que 30% dos participantes do PT a época eram "revolucionários" e que cobrariam o novo governo. A formação da Frente Popular, acelera esse processo. Antes da posse, o Ministério da Agricultura é entregue ao latifundiário Roberto Rodrigues. Heloísa Helena, senadora e militante da Democracia Socialista, recusa publicamente a indicação de Henrique Meirelles, banqueiro ligado ao PSDB, a presidência do Banco Central do Brasil e o apoio do governo federal a José Sarney a presidência do Senado. Entretanto, a maioria das tendências do partido, incluindo as "revolucionárias", e outros grupos externos, como o PCdoB, adotam a tese do governo e defendem que a hegemonia seria alcançada a partir da disputa com a direita pressionando o governo para ir a esquerda.
Em 2003, os deputados Babá (CST), João Fontes, Luciana Genro (MES) e a senadora Heloísa Helena (DS), se colocam contra a Reforma da Previdência (PEC nº 40 de 2003) apoiada por Lula. Além disso, os deputados da Democracia Socialista, João Alfredo, Orlando Fantazzini e Walter Pinheiro, além dos membros da Força Socialista, Ivan Valente e Maninha e os independentes Chico Alencar, Mauro Passos e Paulo Rubem Santiago se abstém no primeiro turno da votação da reforma. Do PCdoB, apenas quatro dos onze parlamentares votam contra. Mesmo com o processo iniciado por Silvio Pereira meses antes, contra Luciana, Babá e Heloísa, a direção aguardava essa votação da reforma para expulsá-los. Na reunião do Diretório Nacional, nos dias 13 e 14 de dezembro de 2003, no Hotel Blue Tree, em Brasília, os três deputados são expulsos, além de João Fontes. O sociólogo Chico de Oliveira, em carta pública no mesmo dia da expulsão dos congressistas, comunica seu desligamenteo do partido. A Corrente Socialista dos Trablhadores (CST), de Babá, e o Movimento Esquerda Socialista (MES), de Luciana Genro, consideram-se expulsos e desfiliam-se do partido. A Democracia Socialista (DS) de Heloísa Helena, decide por não sair do partido, o que acaba por perder diversos militantes que se deligam do PT e da corrente.
O PSTU abre discussões com o MES e a CST, para discutir as possibilidades de um novo partido. Ainda em 2003, ocorre em outubro o congresso do PSTU, onde uma tendência rompe com o partido, a "Socialismo e Liberdade", levando consigo 70 militantes, entre eles 7 membros do Comitê Central. Posteriormente, o grupo se amplia e passa a se denominar Coletivo Socialismo e Liberdade (C-SOL). Em novembro de 2003, ocorre, em Belo Horizonte, o Fórum Social Brasileiro, com hegemonia do PSTU, onde formaliza a criação do "Movimento por um Novo Partido Socialista", porém os setores recém-saídos do PT não ingressam e a articulação logo deixa de existir.

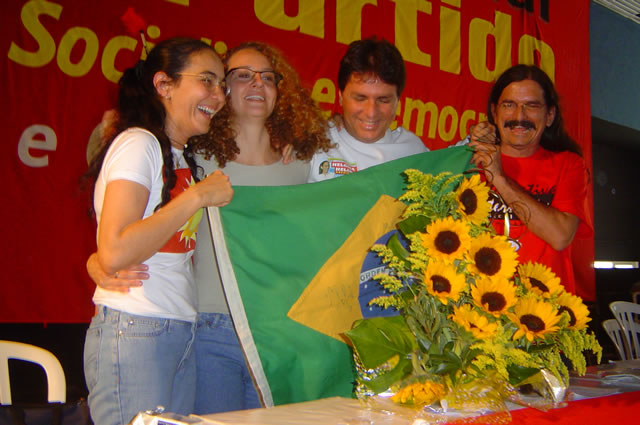
Ato de fundação do PSOL. Na foto, da esquerda para a direita: Heloísa Helena, Luciana Genro, João Fontes e Babá.

Em 19 de janeiro de 2004, no Rio de Janeiro, ocorre uma reunião da qual participam diversos militantes expulsos do PT. Na reunião aprova-se o documento Esquerda Socialista e Democrática - Movimento por um Novo Partido, assinado pela CST, o MES, ex-tendências do PT, o grupo Socialismo Revolucionário (SR), além das tendências advindas do PSTU, o C-SOL e o MTL. O primeiro Encontro Nacional do novo partido ocorreu nos dias 5 e 6 de junho de 2004, participando mais de 750 pessoas, onde foi definido provisoriamente a Executiva Nacional, o Diretório Nacional, o programa e o estatuto. Por fim, após votação, ficou decidido o novo nome definitivo do partido: Partido Socialismo e Liberdade (PSOL).
Em 2005, uma nova crise, envolvendo escândalos de corrupção, abala ainda mais o PT e fortalece as bases do PSOL. A Democracia Socialista e a Articulação de Esquerda (AE), correntes do PT, defende a tese de que um golpe das elites foi preparado contra o governo, continuando em sua base de apoio. Entretanto, essa não foi uma posição unanime. A partir disso inicia-se uma série de rupturas devido a série de eventos e desgastes anteriores. Em 20 de agosto de 2005, João Alfredo, da DS, rompe com o partido e ingressa no PSOL. Em 24 e 25 de setembro é realizada em São Paulo a Assembleia Nacional Popular e da Esquerda, onde cerca de 400 petistas, principalmente dissidentes da AE e da DS, rompem com o PT e ingressam no PSOL. Plinio de Arruda Sampaio, após o Congresso do PT, anuncia sua saída do partido e ingresso no PSOL, em 26 de setembro, em conjunto com o deputado Ivan Valente, que leva consigo sua tendência política, a Ação Popular Socialista (Antiga Força Socialista), após uma votação apertada de sua coordenação. A APS entra no partido enquanto filiação democrática e só depois torna-se tendência interna. Ainda no dia 26 de setembro, o deputado Orlando Fantazzini, agora dissidente da DS, anuncia sua entrada no PT.
O PSOL, por ser um partido formado por tendências, abrigou e abriga diversas correntes em seu interior, com diferentes programas e estratégias, incluindo diversas que reinvindicam o trotskismo. A formação de tendências é prevista no estatuto do partido podem se organizar livremente sem interferência direta das instâncias dirigentes do partido, permitindo autonomia dos grupos intra partidários, desde que obedeçam as prerrogativas políticas do estatuto e do programa do partido.

## Situação de 2017 até os dias atuais
| Nome                                             | Histórico | Sites / Órgãos de Imprensa           | Contexto Partidário                                                                                                  | Dirigente                                      |
| ------------------------------------------------ | --- | ------------------------------------ | --- | ---------------------------------------------- |
| Movimento Esquerda Socialista (MES)              | vide: Mudanças no regimento interno do PT e formação do PSTU e PCO |                                      | corrente interna do PSOL                                                                                             | Luciana Genro                                  |
| Corrente Socialista dos Trabalhadores (CST)      | vide: Mudanças no regimento interno do PT e formação do PSTU e PCO | Jornal Combate Socialista            | corrente interna do PSOL                                                                                             | João Batista (Babá)                            |
| Luta Socialista (LS)                             | Fundada em 25 de junho de 2015, oriunda de uma cisão da Corrente Socialista dos Trabalhadores (CST) | Luta Socialista                      | corrente interna do PSOL                                                                                             | Douglas Diniz                                  |
| Alternativa Socialista (AS)                      | A Alternativa Socialista é uma organização revolucionária, socialista, feminista e internacionalista, fundada em 2018, com o objetivo de agrupar todas e todos aqueles que estejam dispostos a construir uma luta sem tréguas contra este sistema injusto e podre. Em que pese seu pouco tempo de existência, a AS se referencia na longa tradição do marxismo científico e revolucionário e mais especificamente no legado teórico e político de revolucionários como Vladimir Lenin, León Trotsky e Nahuel Moreno. Atua como corrente do PSOL e é sessão no Brasil da Liga Internacional Socialista.                                                           |                                      | corrente interna do PSOL                                                                                             | -                                              |
| Esquerda Marxista                                | Oriunda de uma cisão da Corrente O Trabalho (OT), que ocorreu em 2006. É a seção brasileira da Corrente Marxista Internacional. Seus militantes organizaram o Movimento das Fábricas Ocupadas, com início em Joinville, a partir de 31 de outubro de 2002, antes da cisão com OT. Diferentemente das correntes morenistas, têm uma visão mais positiva de Hugo Chávez. Em abril de 2015, decidiu sair do PT. Em setembro de 2015, pediu integração ao PSOL . Em fevereiro de 2017, a Executiva Nacional do PSOL integrou a Esquerda Marxista como Tendência Interna do PSOL.                                                                                     | "Foice e Martelo"                    | corrente interna do PSOL                                                                                             | Serge Goulart                                  |
| Comuna                                           | Entre 4 e 6 de outubro de 2013, o Enlace se unificou com a c-Sol e Luta Vermelha, para formar uma nova corrente denominada como: Insurgência, que posteriormente, sofreria cisões, que dariam origem às seguintes organizações: 1. Comunismo e Liberdade, em 29 de março de 2016. 2. "Comuna", em fevereiro de 2017; 3. Subverta, em março de 2017, liderada por Talíria Petrone e Flávio Serafini; 4. Insurgência, que permaneceu existente. Em 2019, o Comunismo e Liberdade se dissolve e grande parte de seus militantes ingressa na Comuna. |                                      | corrente interna do PSOL                                                                                             | João Machado, Flávio Sofiati, Vinícius Almeida |
| Insurgência                                      | Vide Histórico de "Comuna" |                                      | corrente interna do PSOL                                                                                             | Henrique Lemos                                 |
| Subverta                                         | Vide Histórico de "Comuna" |                                      | corrente interna do PSOL                                                                                             | Talíria Petrone                                |
| Comunismo e Liberdade                            | Vide Histórico de "Comuna" |                                      | corrente interna do PSOL                                                                                             |                                                |
| Movimento Revolucionário dos Trabalhadores (MRT) | Oriundo da exclusão do PSTU, em 1999, do grupo liderado pelo sindicalista Claudionor Brandão, que deu origem à Liga Estratégia Revolucionária (LER-QI), que, a partir de abril de 2015, passou a se denominar como Movimento Revolucionário dos Trabalhadores. É a seção da Fração Trotskista pela Quarta Internacional no Brasil. | Esquerda Diário                      | Na última eleição seus militantes se candidataram pelo PSTU, sob filiação democrática.                               |                                                |
| Liberdade, Socialismo e Revolução                | Surgiu da unificação entre duas correntes, denominadas como: Coletivo Liberdade Socialista (CLS) e o Socialismo Revolucionário (SR), no dia 22 de maio de 2009. Filiada ao Comitê por uma Internacional dos Trabalhadores (CIT). Trata-se de um grupo distinto dos demais, pois está vinculado a uma organização internacional que tem como principal organização o "The Militant", organização trotskista britânica. As discussões para a unificação tiveram início em julho de 2008. O SR foi fundado em 1996 e participou da fundação do PSOL e era a seção brasileira do CIT. O CLS era oriundo de uma cisão do Movimento Terra, Trabalho e Liberdade (MTL). | -                                    | corrente interna do PSOL                                                                                             | André Ferrari                                  |
| Liga Socialista                                  | Oriunda de uma cisão da Esquerda Marxista em 2012, em um contexto no qual seus integrantes eram contrários à permanência no PT. Foi fundada em uma conferência realizada em Juiz de Fora/MG, nos dias 21 e 22 de janeiro de 2012. No âmbito internacional, vincula-se à Liga pela Quinta Internacional. |                                      | Apoio crítico a candidaturas do PT no segundo nas eleições municipais de 2020                                        | Péricles de Lima                               |
| Reagrupamento Revolucionário                     | Formada por militantes que romperam com o Coletivo Lênin em 16 de julho de 2011. Depois, esses militantes estreitaram laços com trotskistas dos Estados Unidos que tinham rompido com a Tendência Bolchevique Internacional (TBI) em 25/09/2008. Por sua vez, o Coletivo Lênin era a nova denominação do Coletivo Comunista Internacionalista, fundado em outubro de 2006, no Rio de Janeiro, que manteve laços com a TBI até agosto de 2010. | Revista Reagrupamento Revolucionário | Nas eleições municipais de 2020: apoio crítico aos candidatos do PSTU no primeiro turno e voto nulo no segundo turno | Márcio Torres                                  |

## Ver mais
- Lista de organizações trotskistas no Brasil
- Comunismo no Brasil
- Anarquismo no Brasil
- Anticomunismo no Brasil